# Marianela Núñez
Marianela Núñez (Buenos Aires, 23 marzo 1982) è una ballerina argentina naturalizzata britannica.
Dal 2002 è prima ballerina del Royal Ballet a Londra.

## Biografia
Marianela Núñez cominciò a danzare all'età di tre anni e a otto fu ammessa all'Istituto Superior de Arte al Teatro Colón di Buenos Aires, dove studiò fino ad unirsi al corpo di ballo della compagnia del teatro all'età di quattordici anni. Ancora adolescente fu scelta per una tournée argentina del Ballet Clasico de La Habana come solista.
Nel 1997 Maximiliano Guerra la scelse come partner sulle scene nella sua tournée in Uruguay, Spagna, Italia e Giappone. Sempre nel 1997 si unì alla Royal Ballet School e dopo un anno di perfezionamento si unì al corpo di ballo del Royal Ballet nel 1998; nel 2001 fu promossa a prima solista e nel 2002, all'età di vent'anni, divenne prima ballerina della compagnia.

Acclamata per la bellezza delle sue linee, la purezza del suo stile classico e le grandi doti tecniche e drammatica, ha danzato di frequente con l'ex marito Thiago Soares, Vadim Muntagirov, Roberto Bolle, Carlos Acosta e Federico Bonelli. Nel corso della sua carriera al Royal Ballet ha danzato tutti i principali ruoli femminili nel repertorio classico, drammatico e contemporaneo della compagnia, danzando le coreografie di Frederick Ashton, George Balanchine, John Cranko, William Forsythe, Rudol'f Nureev, Jiří Kylián, Kenneth MacMillan, Wayne McGregor, Ashley Page, Jerome Robbins, Liam Scarlett, Glen Tetley, Will Tuckett, Antony Tudor e Christopher Wheeldon.

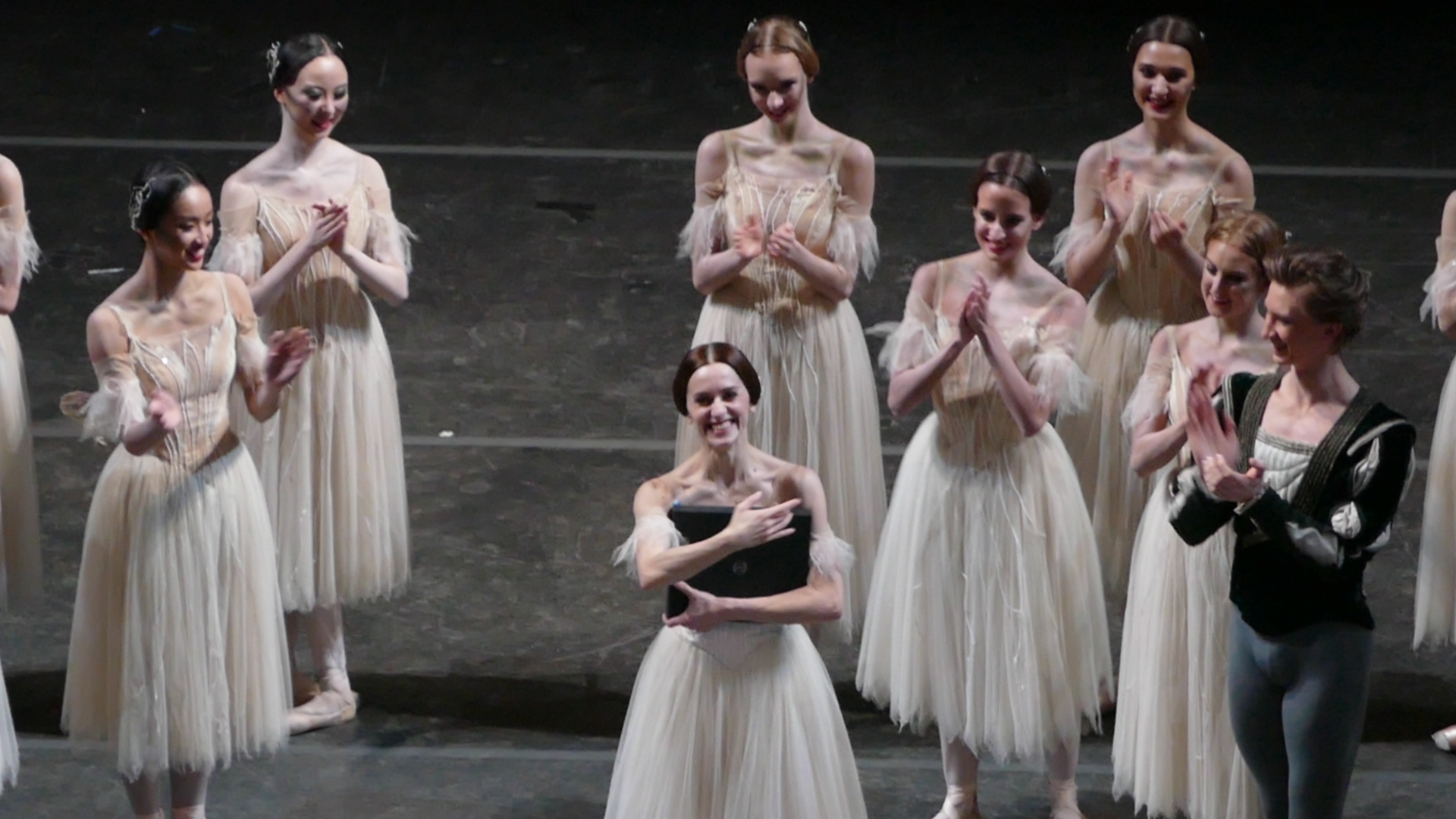
Il 20º anniversario come ballerina del Royal Ballet (2018)

Ha fatto il suo esordio scaligero nel 2007 in un "Gala des Étoiles" e da allora è tornata a danzare alla Scala in diverse serate di gala in onore di Rudol'f Nureev e Carla Fracci. Nei quindici anni seguenti ha continuato a calcare le scene milanesi danzando nei ruoli di Gamzatti ne La Bayadère (Makarova), Giulietta in Romeo e Giulietta (MacMillan), l'eponima protagonista in Giselle (Chauviré) e Tat'jana in Onegin (Cranko). Inoltre ha danzato come prima ballerina ospite con altre delle maggiori compagnie al mondo: nel 2015 ha fatto il suo esordio con l'American Ballet Theatre danzando nella Cenerentola (Ashton) alla Metropolitan Opera House, mentre nel 2024 ha fatto il suo debutto con il Balletto dell'Opéra di Parigi, danzando come Giselle accanto all'Albrecht di Hugo Marchand.
Nel 2013 ha vinto il Laurence Olivier Award per l'eccellenza nella danza per le sue interpretazioni in Aeternum, Diana and Acteon e Viscera in scena alla Royal Opera House. Nel 2015 ricevette una candidatura al Prix Benois de la Danse per Symphonic Variations di Ashton. Nel 2018 dopo una rappresentazione di Giselle, durante la chiamata alla ribalta fu festeggiata dalla compagnia in occasione del suo ventesimo anniversario con il Royal Ballet e il direttore Kevin O'Hare la definì una delle più grandi ballerine della sua generazione.

## Repertorio

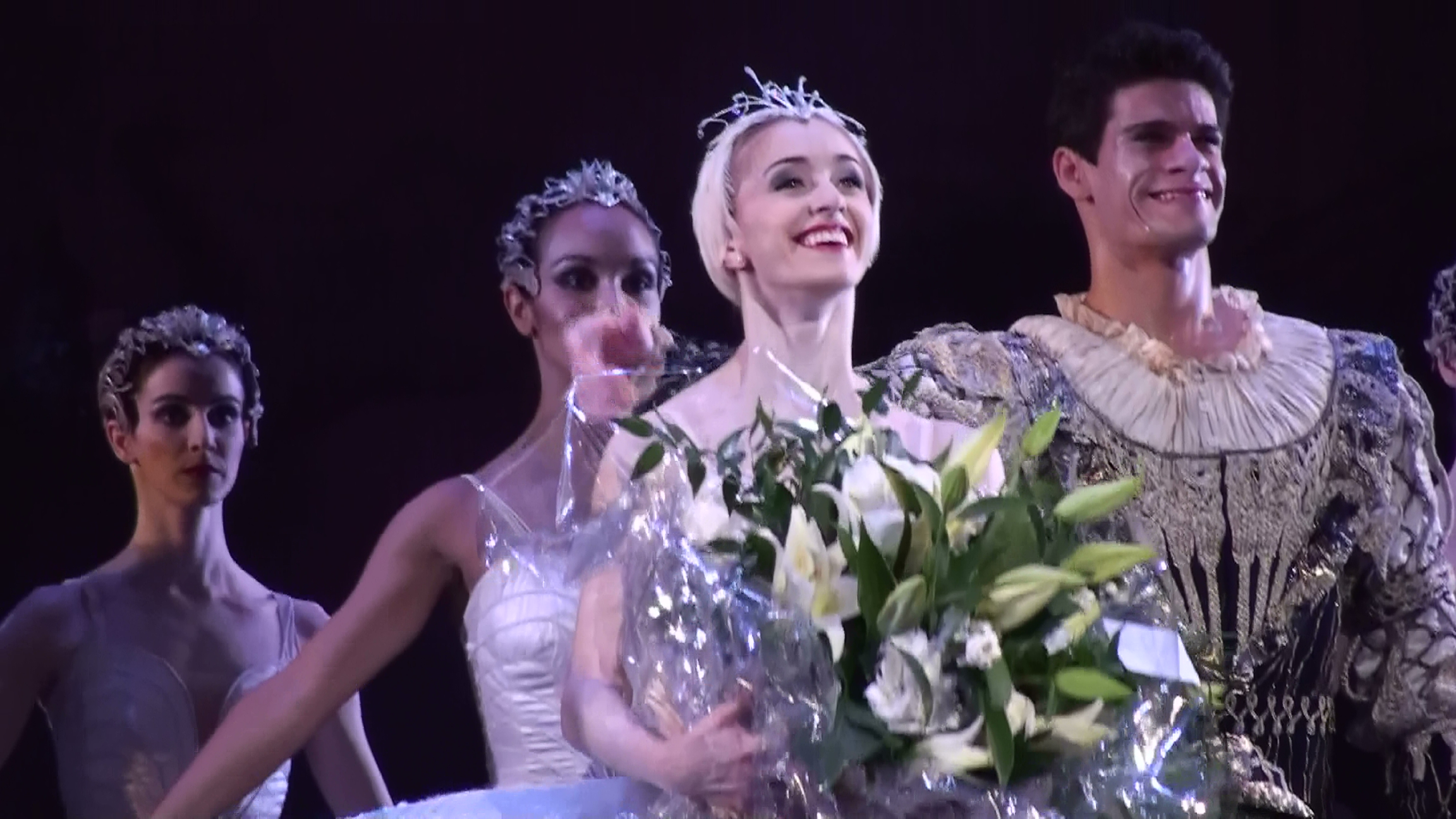
Marianela Núñez e Thiago Soares dopo una rappresentazione de Il lago dei cigni nel 2008

Durante i suoi oltre venticinque anni con il Royal Ballet ha danzato tutti i maggiori ruoli del repertorio femminile, tra cui Odette e Odile ne Il lago dei cigni (Dowell; Scarlett), Giselle e Myrtha in Giselle (Wright), Giulietta in Romeo e Giulietta (MacMillan), Aurora ne La bella addormentata (Petipa), la Fata Confetto ne Lo schiaccianoci (Wright), Manon ne L'histoire de Manon (MacMillan), Swanilda in Coppélia (Ashton), la fanciulla ne Il pomeriggio di un fauno (Nižinskij), Lise ne La fille mal gardée (de Valois), Ondine in Ondine (Ashton), Kitri in Don Chisciotte (Petipa/Nureev), Tatiana in Onegin (Cranko), Tersicore in Apollo (Balanchine), Gamzatti e Nikiya ne La Bayadère (Makarova), Mitzie Casper e Marie Larish in Mayerling (MacMillan), Cenerentola nella Cenerentola (Ashton), Cloe in Dafni e Cloe (Ashton), Diamanti in Jewels (Balanchine), Virginia/Clarissa in Woolf Works (McGregor), Ermione in The Winter's Tale (Wheeldon), Marguerite in Marguerite and Armand (Ashton) e Natalia Petrovna in A Month in the Country (Ashton).

## Vita privata
È stata sposata con Thiago Soares dal 2011 al 2014, quando la coppia si è separata prima di ufficializzare il divorzio nel 2016. I due sono rimasti comunque in rapporti amichevoli, continuando a danzare come partner sulle scene ancora per qualche anno.